# 岩渕麗樂
岩渕麗樂（日语：／ Iwabuchi Reira，2001年12月14日—）生于岩手县東磐井郡东山町（现一关市），是一名日本女子单板滑雪运动员，主攻障碍技巧和大跳台。岩渕四岁时受父母影响开始练习单板滑雪。2017年，她在全日本单板滑雪锦标赛上夺冠，并凭借此成绩入选日本国家队。同年9月，她在新西兰卡德罗纳完成了个人的世界杯分站赛首秀。